# 琴乃夕夏
琴乃 夕夏（ことの ゆうか、1983年1月11日 - ）は、日本のAV女優。
スリーサイズは、B85(F-cup)・W57・H83。趣味はショッピングで足のサイズは23.5cm。
静岡県出身。

## 略歴
- 2002年 - 『ヴァージンメモリアル』でAVデビュー。
- 2003年 - セルデビュー。

## 作品

### アダルトビデオ
- ヴァージンメモリアル（2002年9月29日、KUKI）
- Mコールガール（2002年10月31日、KUKI）
- Be actress…（2002年11月27日、KUKI）
- BOIN Slender （2003年3月1日、MOODYZ）
- 美しきレズビアン 綾瀬ルリ×琴乃夕夏 （2003年4月1日、MOODYZ）…共演:綾瀬ルリ
- 極 本番 （2003年5月2日、GLAY'z）
- コスプレANGEL （2003年6月6日、GLAY'z）
- 超-股間のアングル （2003年7月1日、ワンズファクトリー）
- 個人教授 （2003年7月3日、ドリームチケット）
- チョットBAR （2003年7月4日、ワープエンタテインメント）